# Illinois State Route 18
Die Illinois State Route 18 (kurz IL 18) ist eine State Route (Staatsstraße) im US-Bundesstaat Illinois, die in Ost-West-Richtung verläuft.
Die State Route beginnt an der Illinois State Route 29 im Westen der Stadt Henry und endet nach 63 Kilometern in Blackstone an der Illinois State Route 17. Auf der Hälfte der Strecke trifft die IL 18 auf den Interstate 39.

## Verlauf
Die Straße verlässt Henry in östlicher Richtung und überquert an der Stadtgrenze den Illinois River. Kurz darauf nutzt die IL 18 für etwa einen Kilometer die Trasse der State Route 26. Nordwestlich von Magnolia trifft die Straße auf die State Route 89. Südlich von Lostant passiert sie zunächst die Trasse der Interstate 39 und des U.S. Highways 51 sowie kurz darauf die State Route 251. Zwischen der I-39 und der Stadt Streator zweigt die State Route 179 in südlicher Richtung ab. Im Zentrum von Streator trifft die IL 18 auf die Illinois State Route 23, bevor sie nach 63 an der Illinois State Route 17 in Blackstone endet.

## Geschichte
Von 1918 bis 1927 führte die Straße von Chicago bis Princeton. Dieser Abschnitt gehört heute zum U.S. Highway 34. 1939 erhielt die IL 17 einen neuen Verlauf südlich von Streator zwischen Blackstone und Camp Grove. Der alte Abschnitt wurde danach zur IL 18.